# ستيريا (سلوفينيا)
ستيريا (بالسلوفينية: Štajerska)‏ تسمى أيضا ستيريا السلوفينية (سلوفينسكا أوشتاجيرسكا) أو ستيريا السفلى (سبودنيا أوشتاجيرسكا؛ (بالألمانية: Untersteiermark)‏، هي إحدى التقسيمات الإدارية التقليدية لدولة سلوفينيا وتقع في الشمال الشرقي منها، وتضم الجزء الجنوبي من دوقية ستيريا السابقة. يبلغ عدد سكان ستيريا في حدودها التاريخية حوالي 705,000 نسمة وهو ما يشكل نسبة 34.5٪ من سكان سلوفينيا. أكبر في ستيريا هي ماريبور.

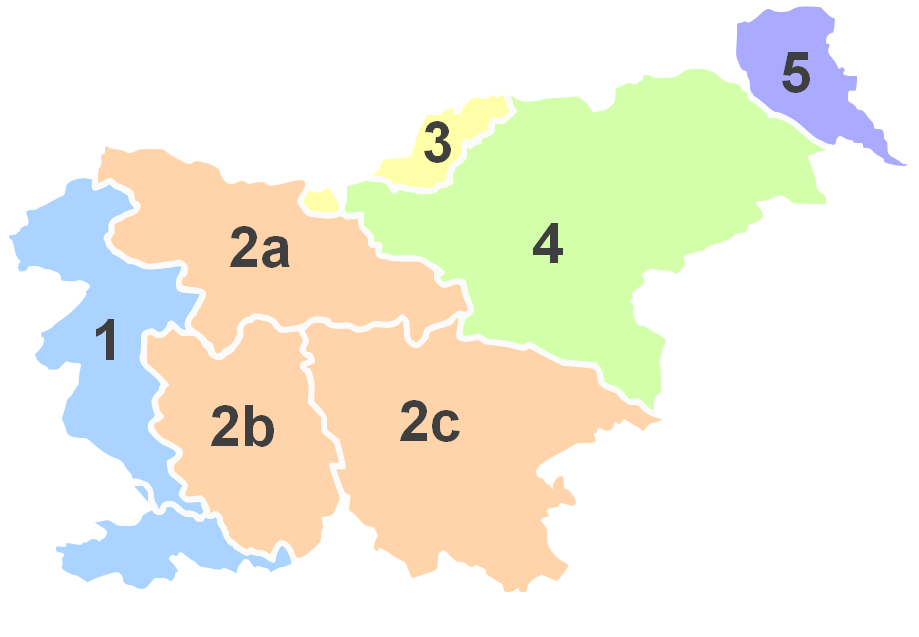
المناطق التقليدية في سلوفينيا.

1. ليتورال
2. كارونيولا: 2a أوبر, 2b إينر, 2c لاور
3. كرينثيا
4. ستيريا
5. بريكمورج

## أنظر أيضا
- تاريخ سلوفينيا
- جامعة ماريبور